# ان‌جی‌سی ۶۹۳۹
ان‌جی‌سی ۶۹۳۹ (انگلیسی: NGC 6939) یک خوشه باز در صورت فلکی قیفاووس است که در سال ۱۷۹۸ توسط ویلیام هرشل کشف شد.